# Величина
Величина је концепт стања супериорности које утиче на особу или објекат на одређеном месту или области. Величина се такође може приписати појединцима који поседују природну способност да буду бољи од свих других. Пример израза концепта у квалификованом смислу би био „Хектор је дефиниција величине" или „Наполеон је био један од највећих ратних вођа". У неквалификованом смислу могло би се рећи да је „Џорџ Вашингтон постао величина током свог живота“, имплицирајући тако да је „величина“ дефинитиван и препознатљив квалитет. Примена термина „велики“ и „величина“ зависи од перспективе и субјективних судова оних који их примењују. Док се у неким случајевима многи могу сложити око перципиране величине особе, места или предмета, то није нужно случај, а перцепција величине може бити и жестоко оспоравана и веома идиосинкратична.
Историјски гледано, у Европи су владари понекад добијали атрибут „Велики“, попут Александра Великог, Фридриха Великог и Катарине Велике . Почевши од римског конзула и генерала Помпеја, латинског еквивалента Magnus је такође коришћен, за Помпеја Великог (Мангус), Алберта Великог и Карла Великогм. Енглески језик користи латински израз magnum opus, (буквално „велико дело“) за описивање врхунских уметничких и књижевних дела.
Од објављивања Наследног генија Френсиса Галтона 1869. године, а посебно са убрзаним развојем тестова интелигенције почетком 1900-их, објављена је значајна количина друштвених научних истраживања која се односе на питање величине. Велики део овог истраживања заправо не користи термин велики у описивању себе, дајући предност терминима као што су еминенција, геније, изузетно достигнуће, итд. Историјски гледано, главне интелектуалне битке око ове теме биле су фокусиране на питања природе наспрам одгоја или особе против контекста. Данас сви прихватају важност обе димензије, али се неслагања око релативног значаја сваке појединачно и даље огледају на различите начине у истраживања.